# Бресторан

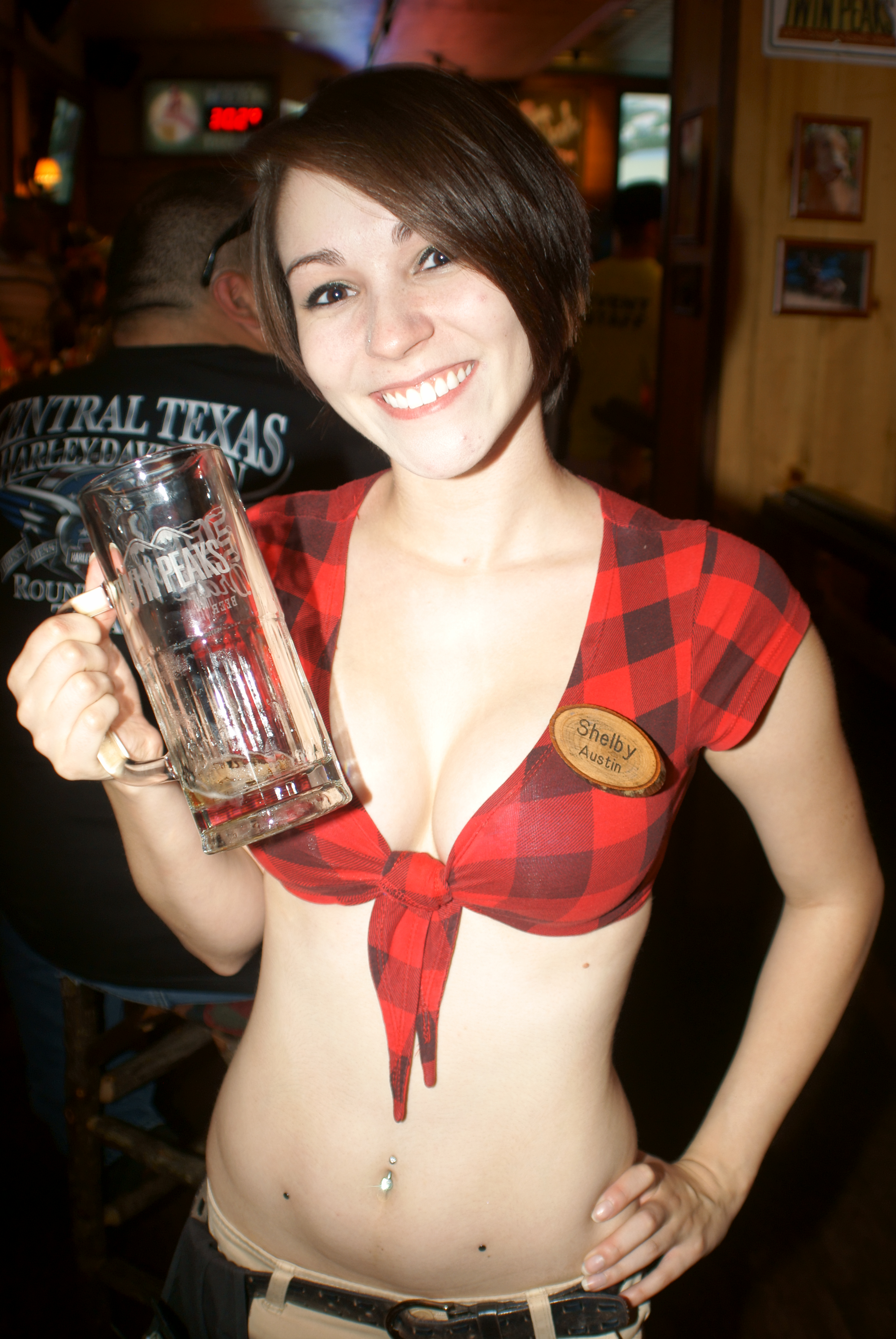
Официантка в ресторане Twin Peaks

Бресторан (англ. Breastaurant, от англ. breast, — «грудь» и англ. restaurant — «ресторан»), сиськафе — ресторан с полуобнажёнными официантками, как правило, сексапильными девушками. Термин «breastaurant» датируется началом 1990-х годов, примерно в то время, когда в Соединённых Штатах получила популярность сеть ресторанов Hooters. С тех пор этот неологизм относят и к другим ресторанам, использующим эту бизнес-модель, таким как Tilted Kilt Pub & Eatery, Twin Peaks, Bombshells, Bone Daddy’s, Ojos Locos, Bikinis Sports Bar & Grill, Show-Me’s, Mugs & Jugs и Heart Attack Grill.
«Брестораны» часто имеют двусмысленное название с сексуальным подтекстом и аналогичные темы в оформлении и меню. Рестораны предлагают многочисленные «приманки» для клиентов, в том числе алкоголь и игривый сервис. В соответствии с Yahoo!, четыре столпа «бресторанов»: сервис, еда, развлечения и женская грудь.
Сеть Hooters работает с 1980-х годов и считается первопроходцем в этом сегменте рынка. Другие компании вскоре последовали их примеру. По данным фирмы Technomic, занимающейся исследованиями в пищевой промышленности, три «бресторана», следующие по популярности за Hooters, в 2011 году показали рост продаж не менее 30 процентов каждый. Несмотря на то, что эти «выскочки» составляют не более 1 % ресторанного бизнеса в США, они растут быстрее других «казуальных» заведений той же ценовой категории, таких как рестораны Applebee's или Bennigan's, испытавших снижение продаж в условиях глобального экономического спада 2008 года.
В октябре 2012 года владельцы сети Bikinis Sports Bar & Grill успешно зарегистрировали термин «breastaurant» в качестве товарного знака в Ведомстве по патентам и товарным знакам США.
Гендерной противоположностью «бресторанов» является, например, заведение Tallywackers, открытое в Далласе (штат Техас) в мае 2015, в нём клиентов обслуживают полуголые мужчины.

## В культуре
- Эпизод «Изюминки» мультсериала «Южный парк»